# Asanagi (tàu khu trục Nhật)
Asanagi (tiếng Nhật: 朝凪) là một tàu khu trục hạng nhất, thuộc lớp Kamikaze của Hải quân Đế quốc Nhật Bản bao gồm chín chiếc, được chế tạo sau khi Chiến tranh Thế giới thứ nhất kết thúc. Rất hiện đại vào lúc đó, những con tàu này đã phục vụ như những tàu khu trục hàng đầu trong những năm 1930, nhưng được xem là đã lạc hậu vào lúc Chiến tranh Thái Bình Dương nổ ra. Ngoài một vài trận chiến, Asanagi hầu như chỉ sử dụng trong vai trò tuần tra và hộ tống cho đến khi bị tàu ngầm Mỹ đánh chìm ngày 22 tháng 5 năm 1944 cách 200 dặm phía Tây Tây Bắc Chichijima thuộc quần đảo Ogasawara.

## Thiết kế và chế tạo
Việc chế tạo lớp tàu khu trục cỡ lớn Kamikaze được chấp thuận như một phần của Chương trình phát triển Hạm đội 8-4 trong năm tài chính 1921–1923 dành cho Hải quân Đế quốc Nhật Bản. Thiết kế của chúng là sự tiếp nối của lớp Minekaze trước đó, vốn chia sẻ nhiều đặc tính thiết kế chung. Được chế tạo tại xưởng đóng tàu Fujinagata ở Osaka, Asanagi được đặt lườn vào ngày 5 tháng 3 năm 1923, được hạ thủy vào ngày 21 tháng 4 năm 1924 và được đưa ra hoạt động vào ngày 29 tháng 12 năm 1925. Khi đưa vào hoạt động nó chỉ được gọi đơn giản là "Tàu khu trục số 15" (第十五号駆逐艦, Dai-15-Gō Kuchikukan) trước khi được đặt tên Asanagi vào ngày 1 tháng 8 năm 1928.

## Lịch sử hoạt động
Vào lúc xảy ra cuộc tấn công Trân Châu Cảng, Asanagi nằm trong thành phần Đội khu trục 6 của Hải đội Khu trục 29 trực thuộc Hạm đội 4 Hải quân Đế quốc Nhật Bản, đặt căn cứ tại Truk. Nó đã hỗ trợ cho lực lượng tấn công chiếm đóng quần đảo Gilbert từ ngày 8 đến ngày 10 tháng 12 năm 1941, rồi sau đó được phân công vào lực lượng chiếm đóng đảo Wake lần thứ hai vào ngày 23 tháng 12.
Từ tháng 1 đến tháng 3 năm 1942, Asanagi hỗ trợ cho lực lượng Nhật Bản tiến hành chiếm đóng Rabaul, New Britain và Lae. Trong khi tuần tra ngoài khơi Lae vào ngày 10 tháng 3, nó bị hư hại trung bình bởi một cuộc không kích càn quét, và bị buộc phải quay về Xưởng hải quân Sasebo để sửa chữa vào tháng 4. Khi công việc sửa chữa hoàn tất, Asanagi hộ tống một đoàn tàu vận tải từ Sasebo đến Truk. Trong Trận chiến biển Coral vào các ngày 7-8 tháng 5 năm 1942, Asanagi được phân về lực lượng đổ bộ trong Chiến dịch Mo nhắm vào cảng Moresby. Khi chiến dịch này bị hủy bỏ, nó được cho quay trở về Sasebo để sửa chữa bổ sung.
Asanagi quay trở lại Rabaul vào giữa tháng 7, và được phân công bảo vệ các cuộc đổ bộ lực lượng Nhật Bản lên Buna thuộc Papua New Guinea. Trong khi tiến hành đổ quân lên Buna, Asanagi bị hư hại bởi một dãi san hô ngầm trong khi đang cơ động né tránh một cuộc không kích, và bị buộc phải quay về Xưởng hải quân Yokosuka để sửa chữa. Nó trải qua giai đoạn từ tháng 9 đến tháng 11 năm 1943 thực hiện nhiệm vụ tuần tra tại khu vực Trung tâm Thái Bình Dương, và hộ tống các đoàn tàu vận tải đi lại giữa Truk, Rabaul và chính quốc Nhật Bản.
Vào năm 1944, Asanagi hộ tống cho nhiều đoàn tàu vận tải đi lại giữa Yokosuka, Truk, quần đảo Ogasawara và quần đảo Mariana. Trong chuyến đi từ Saipan quay trở về Nhật Bản vào ngày 20 tháng 5 năm 1944, Asanagi trúng phải ngư lôi phóng từ tàu ngầm Mỹ USS Pollack và bị chìm ở cách 320 km (200 dặm) về phía Tây Tây Bắc Chichijima thuộc quần đảo Ogasawara ở tọa độ 28°20′B 138°57′Đ / 28,333°B 138,95°Đ.
Asanagi được rút khỏi danh sách Đăng bạ Hải quân vào ngày 10 tháng 7 năm 1944.

## Danh sách thuyền trưởng
- Thiếu tá Kensuke Yoshida (sĩ quan trang bị trưởng): 10 tháng 4 năm 1925 - 29 tháng 12 năm 1925; thăng Trung tá 1 tháng 12 năm 1925
- Trung tá Kensuke Yoshida: 29 tháng 12 năm 1925 - 1 tháng 12 năm 1927
- Thiếu tá Saburo Ishibashi: 1 tháng 12 năm 1927 - 10 tháng 5 năm 1929; thăng Trung tá 10 tháng 12 năm 1928
- Thiếu tá Masatomi Kimura: 10 tháng 5 năm 1929 - 5 tháng 9 năm 1929
- Lực lượng dự bị: 5 tháng 9 năm 1929 - 1 tháng 12 năm 1930
- Thiếu tá Shunji Izaki: 1 tháng 12 năm 1930 - 15 tháng 9 năm 1932; thăng Trung tá 1 tháng 12 năm 1931
- Thiếu tá Kaname Konishi: 15 tháng 9 năm 1932 - 15 tháng 3 năm 1933
- Thiếu tá Torajiro Sato: 15 tháng 3 năm 1933 - 1 tháng 4 năm 1933
- Lực lượng dự bị: 1 tháng 4 năm 1933 - 18 tháng 7 năm 1935
- Thiếu tá Masao Yamagawa: 18 tháng 7 năm 1935 - 15 tháng 11 năm 1935
- Thiếu tá Tetsuo Yamada: 15 tháng 11 năm 1935 - 22 tháng 10 năm 1937
- Lực lượng dự bị: 22 tháng 10 năm 1937 - 1 tháng 6 năm 1938
- Thiếu tá Yasuatsu Suzuki: 1 tháng 6 năm 1938 - 10 tháng 11 năm 1938
- Lực lượng dự bị: 10 tháng 11 năm 1938 - 1 tháng 12 năm 1938
- Thiếu tá Juichi Iwagami: 1 tháng 12 năm 1938 - 1 tháng 12 năm 1939
- Thiếu tá Shigeru Nishino: 1 tháng 12 năm 1939 - 15 tháng 10 năm 1940
- Thiếu tá Noboru Seo: 15 tháng 10 năm 1940 - 1 tháng 9 năm 1941
- Thiếu tá Kouhei Hanami: 1 tháng 9 năm 1941 - 10 tháng 10 năm 1942; thăng Thiếu tá 15 tháng 10 năm 1941
- Thiếu tá Shuichi Otsuji: 10 tháng 10 năm 1942 - 20 tháng 10 năm 1943; thăng Thiếu tá 1 tháng 11 năm 1942
- Thiếu tá Yoshiharu Onishi: 20 tháng 10 năm 1943 - 22 tháng 5 năm 1944

### Sách
- Brown, David (1990). Warship Losses of World War Two. Naval Institute Press. ISBN 1-55750-914-X.
- Dull, Paul S. (1978). A Battle History of the Imperial Japanese Navy, 1941-1945. Naval Institute Press. ISBN 0-87021-097-1.
- Howarth, Stephen (1983). The Fighting Ships of the Rising Sun: The Drama of the Imperial Japanese Navy, 1895–1945. Atheneum. ISBN 0-689-11402-8.
- Jentsura, Hansgeorg (1976). Warships of the Imperial Japanese Navy, 1869–1945. US Naval Institute Press. ISBN 0-87021-893-X.
- Watts, Anthony J (1967). Japanese Warships of World War II. Doubleday. ASIN B000KEV3J8.
- Whitley, M J (2000). Destroyers of World War Two: An International Encyclopedia. London: Arms and Armour Press. ISBN 1-85409-521-8.